# Sune Almkvist
Sune Lison Almkvist (ur. 4 lutego 1886 w Uppsali, zm. 8 sierpnia 1975 w Sztokholmie) – szwedzki hokeista i piłkarz, reprezentant kraju grający na pozycji napastnika. Był również zawodnikiem bandy.

## Kariera klubowa
Podczas swojej kariery piłkarskiej Almkvist występował w IFK Uppsala.

## Kariera reprezentacyjna
W reprezentacji Szwecji Almkvist zadebiutował 8 września 1908 w przegranym 1-6 towarzyskim meczu z amatorską reprezentacją Wielkiej Brytanii. W tym samym roku był w kadrze Szwecji na Igrzyska Olimpijskie w Londynie. Na turnieju w Anglii wystąpił w przegranym 1-12 spotkaniu z amatorską reprezentacją Wielkiej Brytanii. Ostatni raz w reprezentacji wystąpił 26 października 1908 w przegranym 1-2 towarzyskim spotkaniu z Belgią. W sumie wystąpił w 4 spotkaniach.
| Mecze i gole w reprezentacji | Mecze i gole w reprezentacji | Mecze i gole w reprezentacji | Mecze i gole w reprezentacji | Mecze i gole w reprezentacji | Mecze i gole w reprezentacji | Mecze i gole w reprezentacji |
| #                            | Data                         | Miasto                       | Przeciwnik                   | Gol                          | Wynik                        |                              |
| ---------------------------- | ---------------------------- | ---------------------------- | ---------------------------- | ---------------------------- | ---------------------------- | ---------------------------- |
| 1.                           | 08.09.1908                   | Göteborg                     | Wielka Brytania am.          |                              | 1:6                          | towarzyski                   |
| 2.                           | 20.10.1908                   | Londyn                       | Wielka Brytania am.          |                              | 1:12                         | Igrzyska Olimpijskie         |
| 3.                           | 25.10.1908                   | Haga                         | Holandia                     |                              | 3:5                          | towarzyski                   |
| 4.                           | 26.10.1908                   | Bruksela                     | Belgia                       |                              | 1:2                          | towarzyski                   |

## Kariera hokejowa i bandy
W hokeja na lodzie i bandy Almkvist grał w klubie IFK Uppsala. W 1907 i 1920 zdobył z nim mistrzostwo Szwecji w bandy. W latach 1925–1950 był prezesem Szwedzkiej Federacji Bandy.